# Momoko Kikuchi
Momoko Kikuchi (菊池桃子, Kikuchi Momoko, Shinagawa, 4 de maio de 1968) é uma atriz e cantora japonesa. Ela estreou na televisão em 1983 e como cantora idol em 1984, e teve sete canções na posição número 1 da Oricon chart. Muitas de suas músicas foram compostas por Tetsuji Hayashi, que também colaborou com vários outros artistas da época, incluindo Miki Matsubara, no seu single famoso Mayonaka no Door. Posteriormente, Momoko Kikuchi foi vocalisat da banda RA-MU, mas esta não obteve reconhecimento esperado e teve curta duração. Seu mais recente álbum, Shadow, foi lançado em julho de 2022, retomando após 35 anos a parceria com o compositor Tetsuji Hayashi. O álbum é uma compilação de 14 canções de sua "época áurea" como idol e mais duas canções inéditas. Kikuchi também é professora univesitária do Toita Women College, de Tóquio, e é formada em "Questões de Emprego" pela Universidade de Hosei. Foi casada com o o jogador de golfe profissional Tetsu Nishikawa (entre 1995 e 2012), com quem teve dois filhos.

## Biografia

### Era idol
Momoko Kikuchi fez sua estreia nos filmes em 1984, com Pantsu no Ana, e no mesmo ano também iniciou sua carreira de idol com os singles Seishun no ijiwaru, Summer Eyes e Yuki ni Kaita Love Letter. Ganhou o prêmio de "melhor novata", do 26º Japan Record Awards, por Seishun no Ijiwaru. Sete outros singles de Kikuchi ocuparam o topo da parada musical semanal Oricon Singles Chart, são eles: Graduation (1985), Boy no Theme (1985), Mou Aenai Kamo Shirenai (1985), Broken Sunset (1986), Natsuiro Kataomoi (1986), Say Yes! (1986) e Idol wo Sagase (1987). Seus primeiros dois singles integraram seu primeiro álbum, de título Ocean Side lançado em 1984. Seu primeiro papel principal em um filme foi Tera Senshi PS Boy (1985) do qual também veio seu quarto single Boy no Theme. Em 1985, Kikuchi realizou um concerto na Budokan, intitulado Advanced Domestic Tour, em Tóquio, ocasião em que foi a mais jovem a se apresentar no local, e superou a audiência dos Beatles, que se apresentaram lá em 1966.

### RA MU
Para desvincular-se de sua imagem de idol, Momoko Kikuchi formou a banda RA MU, da qual foi a vocalista, junto com Matsuura Yoshikazu (teclado), Nakanishi Nozomi (percussão), Katsumori Osamu (guitarra), Yoshioka Seiji (baixo), Rosalyn Keel (vocal de apoio/coro), Darelle Holden (vocal de apoio/coro). Entretanto, esta banda falhou em obter reconhecimento, e teve um curto período de atividade (entre 1988 e 1989), lançando apenas um álbum (Thanksgiving).

### Atualidade
Todos os seus lançamentos após a formação de RA MU, com exceção do álbum Miroir (1991) foram compilações de suas canções remasterizadas. Após o período de atividade na música, Momoko Kikuchi passou a focar na sua carreira como atriz, tendo, desde 1990, aparições em 28 séries de TV, incluindo alguns papéis principais, além de seis filmes. Kikuchi também participou de duetos com o cantor Masayuki Suzuki, em 2008. Em 2021, o DJ Night Tempo lançou a reedição de quatro de suas músicas, sendo elas: Alfa Flight, Glass no Sougen, Good Friend e Night Cruising, como parte do EP Momoko Kikuchi - Night Tempo presents The Showa Groove. Em julho de 2022, Kikuchi lançou seu mais recente álbum, Shadow, também pela VAP, que conta com as músicas inéditas Again e Kiseki no Uta, além de outras 14 canções remasterizadas de seus quatro primerios álbuns, que não haviam recebido destaque em seleções anteriores.

## Discografia

### Álbuns[10]
| Ano  | Título                                                         | Gravadora    |
| ---- | -------------------------------------------------------------- | ------------ |
| 1984 | Ocean Side                                                     | Vap          |
| 1985 | Tropic of Capricorn                                            | Vap          |
| 1985 | Terra Warrior Ψ Boy Original Sound Track (com Tetsuji Hayashi) | Vap          |
| 1986 | Graduation Memories                                            | Vap          |
| 1986 | Adventure                                                      | Vap          |
| 1986 | Graduation Memories (Piano And Orchestra Version)              | Vap          |
| 1987 | Escape from Dimension                                          | Vap          |
| 1991 | Miroir                                                         | Vap          |
| 2014 | 青春ラブレター 〜30th Celebration Best〜                       | Epic Records |
| 2022 | Shadow                                                         | Vap          |

### Singles[10]
| Ano  | Título                                             | Gravadora |
| ---- | -------------------------------------------------- | --------- |
| 1984 | 青春のいじわる (Seishun no ijiwaru)                | Vap       |
| 1984 | Summer Eyes                                        | Vap       |
| 1984 | 雪にかいた Love Letter                             | Vap       |
| 1985 | Sotsugyō (Graduation)                              | Vap       |
| 1985 | Boyのテーマ (Boy no Theme)                         | Vap       |
| 1985 | もう逢えないかもしれない (Mō aenai ka mo shirenai) | Vap       |
| 1986 | Broken Sunset                                      | Vap       |
| 1986 | Deja Vu                                            | Vap       |
| 1986 | 夏色片想い (Natsu-iro kataomoi)                    | Vap       |
| 1986 | Say Yes!                                           | Vap       |
| 1987 | アイドルを探せ (Idol o sagase)                     | Vap       |
| 1987 | Nile in Blue                                       | Vap       |
| 1987 | ガラスの草原 (Garasu no sōgen)                     | Vap       |

### Seleções[10]
| Ano  | Título                              | Gravadora |
| ---- | ----------------------------------- | --------- |
| 1989 | The Greatest Hits (Majestic Twelve) | Vap       |
| 1993 | Special Selection 1                 | Vap       |
| 1993 | Special Selection 2                 | Vap       |
| 2011 | Golden ☆ Best                       | Vap       |

### RA MU[11]
| Ano  | Título                                         | Tipo   | Gravadora |
| ---- | ---------------------------------------------- | ------ | --------- |
| 1988 | Thanks Giving                                  | álbum  | Vap       |
| 1988 | Shounen wa Tenshi wo Korusu (少年は天使を殺す) | single | Vap       |
| 1988 | Ai wa Kokoro no Shigoto desu(愛は心の仕事です) | single | Vap       |
| 1988 | Tokyo Yabanjin (Tokyo野蛮人)                   | single | Vap       |
| 1989 | Aoyama Killer Monogatari (青山Killer物語)      | single | Vap       |

## Filmografia[12]

### Séries de TV
| Ano  | Título                                            | Papel                | Distribuição | Nota            |
| ---- | ------------------------------------------------- | -------------------- | ------------ | --------------- |
| 1985 | Graduation                                        | Momoko Watanabe      | NTV          |                 |
| 1987 | Koi wa Hi-ho!                                     | Momoko Furuya        | NTV          | Papel principal |
| 1989 | Kimi no Hitomi ni Koishi Teru!                    | Machiko Mochizuki    | Fuji TV      |                 |
| 1989 | Dō-kyū-sei                                        | Kyoko Sakura         | Fuji TV      |                 |
| 1990 | Hotel                                             | Kyoko Mizutani       | TBS          |                 |
| 1990 | Koi no Paradise                                   | Shiori Nanami        | Fuji TV      |                 |
| 1990 | Yonimo Kimyōna Monogatari: Kuse                   | Mariko Yoshinaga     | Fuji TV      |                 |
| 1991 | Pattern B (Hana no OL-hen): Giri Choko ni o Yōjin | Noriko               | TBS          | Papel principal |
| 1991 | Nurse Station                                     | Mariko Nakata        | TBS          | Papel principal |
| 1991 | Vingt Cinq Ans Kekkon                             | Yuko Matsunaga       | Fuji TV      |                 |
| 1991 | Jinan Jijo Hitorikko Monogatari                   | Arika Sayaka         | TBS          |                 |
| 1992 | Nobunaga King of Zipangu                          | Nōhime               | NHK          |                 |
| 1992 | Someday My Prince Will Come                       |                      | Fuji TV      |                 |
| 1992 | Pa Te O                                           | Mari Egawa           | Fuji TV      | Papel principal |
| 1993 | Ano Ni Tsu ni Kaeritai                            | Chiako Aoki          | Fuji TV      | Papel principal |
| 1993 | Yellow Card                                       | Noriko Yasaka        | TBS          |                 |
| 1994 | Tekireiki                                         | Makoto Takase        | TBS          | Papel principal |
| 1994 | Otokogirai                                        | Akiitoguchi Hosokawa | TBS          | Papel principal |
| 1995 | Akarui Kazokukeikaku                              | Riko Sakamaki        | Fuji TV      |                 |
| 2007 | Yamada Tarō Monogatari                            | Ayako Yamada         | TBS          |                 |
| 2007 | Churaumi Kara no Nengajō                          | Yoshiko Morita       | Fuji TV      |                 |
| 2008 | Marumaru Chibi Maruko-chan                        | mãe de Takashi-kun   | Fuji TV      |                 |
| 2010 | Fukusuke                                          | Yukiko Iragashi      | THK          |                 |
| 2010 | Nyotei Kaoruko                                    | Kaoruko Itami        | TV Asahi     |                 |
| 2010 | Nasake no Onna: Kokuzeikyoku Sasatsu-kan          | Yuka Taniguchi       | TV Asahi     |                 |
| 2010 | Ojīchan wa 25-sai                                 | Asuka Kurihara       | TBS          |                 |
| 2013 | Glass no Ie                                       | Hiroko Onaka         | NHK          |                 |
| 2014 | Asunaro San San Nana Hyōshi                       | Hiroko Fujimaki      | Fuji TV      |                 |
| 2015 | Happy Retirement                                  | Kiyoko Yasui         | TV Asahi     |                 |
| 2018 | Boys Over Flowers Season 2                        | mãe de Oto Edogawa   | TBS          |                 |
| 2020 | Yell                                              | Masa Koyama          | NHK          |                 |
| 2021 | Enjoy Drinking Alone                              | Reika Benikawa       | Wowow        |                 |

### Filmes
| Ano  | Título                                         | Papel                       | Notas           |
| ---- | ---------------------------------------------- | --------------------------- | --------------- |
| 1984 | Pantsu no Ana                                  |                             | Estreia         |
| 1985 | Tera Senshi PS Boy                             | Momoko                      | Papel principal |
| 1986 | Bakumatsu Seishun Grafiti Ronin Ryoma Sakamoto | Okiku                       |                 |
| 1987 | Idol Wosagase                                  | Chikako Fujitani            | Papel principal |
| 1992 | Pa Te O                                        | Mari Egawa                  | Papel principal |
| 1998 | Sore Ike! Anpanman te no Hi-ra o Taiyō ni      | Rina-chan                   | Voz             |
| 2005 | Pokémon: Lucario and the Mystery of Mew        | Irene / Rene                | Voz             |
| 2011 | Princess Toyotomi                              | mãe Kunimatsu               |                 |
| 2017 | Peach Girl                                     | mãe de Sakurako Adachi/Momo |                 |
| 2019 | Angel Sign                                     |                             |                 |